# Marko Šuler
Marko Šuler (* 9. března 1983, Slovinský Hradec, SFR Jugoslávie) je slovinský fotbalový obránce a reprezentant, který působí v klubu NK Maribor.

## Klubová kariéra
- NK Dravograd 2001–2004
- ND Gorica 2004–2008
- KAA Gent 2008–2012
- Hapoel Tel Aviv FC (host.) 2012
- Legia Warszawa 2012–2013
- NK Maribor 2014–

## Reprezentační kariéra
Marko Šuler působil ve slovinské mládežnické reprezentaci U21.
V A-mužstvu Slovinska debutoval 26. března 2008 v přátelském zápase proti týmu Maďarska (výhra 1:0).
Zúčastnil se Mistrovství světa 2010 v Jihoafrické republice, kde Slovinci obsadili se čtyřmi body nepostupovou třetí příčku základní skupiny C. Šuler nastoupil ve všech třech zápasech skupiny (postupně proti Alžírsku, USA a Anglii).